# Ustad
 (juillet 2025).
Le contenu est difficilement compréhensible vu les erreurs de traduction, qui sont peut-être dues à l'utilisation d'un logiciel de traduction automatique.
 (mars 2023).
Ustād ou Ostād ou Ustāz (abrégé en Ust., Ut. ou Ud .; persan استاد, arabe : أستاذ) est un titre honorifique – pour un homme – utilisé au Moyen-Orient, en Asie du Sud et en en Asie du Sud-Est. Il est utilisé dans diverses langues du monde musulman, notamment l'arabe, le persan, l'ourdou, l'hindi, le bengali, le dhivehi, le punjabi, le pachto, le turc, l'indonésien, le malais et le kurde.

## Usage

### Histoire
Ce titre est utilisé dès les débuts de l'islam, et il continue à l'être: il sert à désigner une personnalité éminente et douée dans sa profession. Il semble avoir été assez fréquent parmi les classes populaires dans la société arabe médiévale à partir de l'époque abbasside.

### Emploi
En tant que titre, il précède le nom, et  historiquement, il  a donc été utilisé pour qualifier des enseignants, des savants et des artistes réputés.
Il peut être traduit  par « maître » ou « Monsieur le Professeur » ou encore, dans les arts, par « maestro ».

### Selon langues et pays
Mis à part son emploi comme titre honorifique, le mot est généralement utilisé dans son sens littéral pour désigner tout enseignant, maître ou expert, en arabe, ourdou, bengali, punjabi . Ainsi, au Pakistan, il désigne souvent un professeur de musique, et il est souvent préfixé aux noms des musiciens musulmans de haut niveau. En persan et dans le monde arabophone, il fait également référence à un professeur d'université .
Le titre est aussi utilisé pour les universitaires qualifiés dans les sciences islamiques (ouléma), en Indonésie, en Malaisie, aux Philippines et à Singapour. C'est alors un équivalent direct de termes tels que shaykh dans le monde arabe et mawlānā dans le sous-continent indien. Aux Maldives, le titre s'applique à des personnes autorisées à pratiquer le droit dans ce pays.